# Atanazije Jurjević
Atanazije Jurjević  (Split, oko 1590. ‒ oko 1640.), hrvatski skladatelj, diplomat, književnik i prevoditelj.
Različiti su zapisi njegova imena: lat. Athanasius Georgiceus, njem. Athanasius Georgijević, tal. Atanasio Giuriceo. Osobno se je potpisivao Jurjevich-Dalmata.

## Životopis
Rođen je u uglednoj splitskoj plemićkoj obitelji. Školovao se je u Splitu, a od 1607. do 1609. kao asistent pri upravi Marijina bratstva u ljubljanskom isusovačkom kolegiju i u Grazu od 1609. – 1611. na isusovačkom sveučilištu Ferdinandeum, ali se nije zaredio (negdje ga navode kao isusovca). Nakon studija, između 1611. i 1613. bio je tajnik nadbiskupa iz Bamberga. Njegovo odlično poznavanje više europskih jezika te naročito slavenskih jezika, dovelo ga je do nadvojvode Ferdinanda II. (kasnijeg cara), koji ga je uposlio kao consiliariusa (savjetnika) te mu je povjerio nekoliko diplomatskih putovanja po Poljskoj, Slavoniji i Bosni. Od 1630-ih živi na relaciji; Graz, Beč, Rijeka i Zagreb, a od 1637. u Zagrebu. Za zasluge u službi Ferdinand II. nagradio ga je imanjem Švarča kraj Karlovca 1629.

### Značenje Jurjevića za glazbu
Njegovo najznačajnije glazbeno djelo je pjesmarica s tekstovima na hrvatskom jeziku (zapravo na čakavsko-ikavskom dijalektu) i notama Pisni za najpoglavitije, najsvetije i najveselije dni svega godišća složene i kako se u Organe s jednim glasom mogu spivati napravljene (izvorni naslov: Pisni za naypoglavitiye, naysvetiye i nayveselye dni svega godischia sloxene: i kakose u Organe s'yednim glasom mogu spivati, napravgliene) izdana u Beču 1635. U toj pjesmarici nalaze se dvanaest skladbi za jedan glas uz pratnju, koja je dana načinom generalbasa. To su primijenjene duhovne monodije bez većih umjetničkih ambicija, jednostavne protureformacijom inspirirane crkvene pjesmice, namijenjene pjevanju vjernika u crkvi. Nju se drži za najstariju autorsku pjesmaricu te vrste u Hrvatskoj. Jedan je od prvih hrvatskih baroknih skladatelja.
- Nakladnička je kuća Sveta glazba snimila Pisni na nosač zvuka (Zbirka: Nadolaskom trećeg tisućljeća, TMA 1, CD ED 0110, 1997). Djelo je priredio Ennio Stipčević, a glazbu su izveli Dječji pjevački kvintet Horvat, uz pranju Tina Mršića na violi da gambi.

### Značenje Jurjevića za povijest
Talijanski pisano zvješće Atanazija Jurjevića iz 1626. o njegovu putovanju u Bosnu do Olova i tamošnjeg samostana, predstavlja dragocjen izvor za izučavanje tadašnjih prilika u osmanskoj Bosni. Jurjević je pobožnom caru Ferdinandu II. donio kopiju čudotvorne Gospine slike iz Olova. Put je iskoristio i za potajno, istraživanje vojničkih prilika u tadašnjim osmanskim zemljama Ugarskoj, Slavoniji i Bosni.

## Djela
- Od naslidovanya Isukarstova kgnighe cetvereNaslidovanje Isukrstovo (Beč, 1629.), prepjev na hrvatski znane knjige Tome Kempenskoga[1]
- Prilike i promišljenja sarca človičanskoga (1633.)
- Naslidovanja duhovna (1633.)
- Nastojanja duhovna u kojih se uzdarži način kako bi moga dobar karstjanin svaki dan, i u koje vrime, BOGA i stvorca svoga moliti, i inimi molitvami i pisni B. D. Marije, i ostalih svetih, a navlastito na poglavite blagdane, duhovno i korisno sebe zabaviti. Skupljena i složena po Atanasiju Georgiceu. Pritiskano u Beču, po Mateu Formiku. Lito Gospodina našega Isukarsta M. D C. XXXIII.

## Vanjske poveznice
- Ennio Stipčević: Arhiviranje tišine s portala maticahrvatska  Arhivirana inačica izvorne stranice od 1. svibnja 2010. (Wayback Machine)
- Bojan Bujić i Stanislav Tuksar: Georgiceus (Georgiceo, Georgievich, Georgijević, Grgičević, Jurjević), Athanasius[neaktivna poveznica] (engl.)